# Lavans-lès-Dole
Lavans-lès-Dole é uma comuna francesa na região administrativa de Borgonha-Franco-Condado, no departamento de Jura. Estende-se por uma área de 10,27 km². Em 2010 a comuna tinha 333 habitantes (densidade: 32,4 hab./km²).